# Spinosomatidia obesa
Spinosomatidia obesa är en skalbaggsart som beskrevs av Hunt och Stefan von Breuning 1955. Spinosomatidia obesa ingår i släktet Spinosomatidia och familjen långhorningar. Inga underarter finns listade i Catalogue of Life.